# Арагуа (муниципалитет)
Арагуа (исп. Aragua) — муниципалитет в составе венесуэльского штата Ансоатеги. Административный центр — город Арагуа-де-Барселона.

## Административное деление
Муниципалитет делится на 2 прихода:
- Капиталь-Арагуа
- Качипо